# August My Heaven
August My Heaven (オーガスト・マイ・ヘヴン Ōgasuto mai hevun) ist ein japanischer Film. Er feierte am 19. Februar 2024 auf der 74. Berlinale Weltpremiere und wurde auf der Berlinale in der Sektion Berlinale Special gezeigt.

## Handlung
Der Film August My Heaven handelt von Yuzuru Jono, einer Frau, die ihren Lebensunterhalt als Stellvertreterin verdient, indem sie bei Hochzeiten, Beerdigungen oder anderen Veranstaltungen vorgibt, eine Verwandte oder Freundin des Kunden zu sein. Nach einer Beerdigung, die sie im Auftrag eines Bestattungsunternehmens besucht, trifft sie Kaoru Hase. Kaoru ist der schon lang vermisste gute Freund von Nampei Saegusa, der als Kellner in einem chinesischen Restaurant arbeitet und Yuzuru mag. Kaoru berichtet seinem Freund, dass er auf der Beerdigung auch Izumi, eine Freundin aus der gemeinsamen Schulzeit wiedergesehen habe. Aber die Izumi von der Beerdigung ist in Wirklichkeit Yuzuru. Nampei möchte seinem Freund nicht die Wahrheit sagen und bittet Yuzuru, sich weiterhin als Izumi auszugeben.

## Produktion
Der nur 40 Minuten lang dauernde Film wurde im Sommer in Kyōto von der Regisseurin Riho Kudo gedreht, die auch das Drehbuch verfasste. Es ist Kudos dritter Film. Die Filmmusik schrieb der japanische Sänger und Songwriter soma, der bereits für einen anderen Film von Kudo komponierte. Auch die Schauspielerin Yukino Murakami arbeitete bereits mit Kudo zusammen, sie spielte in Kudos Orphans' Blues die Hauptrolle.

## Rezeption
Auf moviebreak.de schrieb Lida Bach über den Film: „In ihrem bitter-süßen Berlinale-Kurzfilm ergründet Riho Kudo mit spielerischer Leichtigkeit und in lichten Farben tiefgreifende Fragen. Ein Hauch Mystery weht durch die psychische Parabel, deren Sinnbilder schlicht, aber niemals simpel sind.“

## Auszeichnungen und Nominierungen
- 2024: Internationale Filmfestspiele Berlin 2024